# Ширинбеков, Олег Хакимбекович
Оле́г Хакимбе́кович Ширинбе́ков (род. 11 сентября 1963, Шахринав) — советский, российский и таджикский футболист, полузащитник, защитник. Мастер спорта СССР (1987).

## Биография
Наиболее известен по выступлениям за московское «Торпедо», в составе которого в чемпионатах СССР и России провёл 158 матчей и забил 13 голов. В 1988 году стал бронзовым призёром чемпионата, в 1988, 1989 и 1991 годах — финалистом Кубка СССР. Вошёл в список 33 лучших футболистов сезона в СССР под вторым номером в 1988 году.
В ноябре 1988 года провёл 3 официальных матча в составе сборной СССР, а также один неофициальный — против молодёжной сборной команды Сирии. В 1997 году сыграл одну встречу за сборную Таджикистана.
Как футболист отличался жёсткостью и неуступчивостью в единоборствах, сильным поставленным ударом с дальних дистанций.
В 2001—2002 годах работал тренером в «Торпедо-ЗИЛ», в 2003 году — в «Сатурне-REN TV» (Раменское).

### Матчи за сборную СССР
| №  | Дата           | Город              | Соперник | Счёт | Турнир            |
| -- | -------------- | ------------------ | -------- | ---- | ----------------- |
| 1. | 21 ноября 1988 | Дамаск, Сирия      | Сирия    | 2:0  | Товарищеский матч |
| 2. | 23 ноября 1988 | Эль-Кувейт, Кувейт | Кувейт   | 1:0  | Товарищеский матч |
| 3. | 27 ноября 1988 | Эль-Кувейт, Кувейт | Кувейт   | 2:0  | Товарищеский матч |

### Матч за сборную Таджикистана
| №  | Дата            | Город             | Соперник         | Счёт | Турнир            |
| -- | --------------- | ----------------- | ---------------- | ---- | ----------------- |
| 1. | 24 августа 1997 | Тэгу, Южная Корея | Республика Корея | 1:4  | Товарищеский матч |

## Статистика в качестве главного тренера
| Команда    | Начало работы | Окончание работы | Результаты | Результаты | Результаты | Результаты | Результаты | Результаты | Результаты | Результаты |
| Команда    | Начало работы | Окончание работы | И          | В          | Н          | П          | ГЗ         | ГП         | РМ         | В %        |
| ---------- | ------------- | ---------------- | ---------- | ---------- | ---------- | ---------- | ---------- | ---------- | ---------- | ---------- |
| «Истиклол» | июль 2013     | декабрь 2013     | 13         | 10         | 1          | 2          | 31         | 5          | +26        | 076,92     |
| Всего      | Всего         | Всего            | 13         | 10         | 1          | 2          | 31         | 5          | +26        | 076,92     |